# Daroca de Rioja
Daroca de Rioja tỉnh và cộng đồng tự trị La Rioja, phía bắc Tây Ban Nha. Đô thị này có diện tích là 11,29 ki-lô-mét vuông, dân số năm 2009 là 59 người với mật độ 5,23 người/km². Đô thị này có cự ly 19 km so với Logroño.